# Johann Fortner
Johann „Hans“ Fortner (* 25. November 1884 in Zweibrücken; † 26. Februar 1947 in Belgrad, Jugoslawien) war ein Offizier, zuletzt Generalleutnant der Wehrmacht im Zweiten Weltkrieg.

## Leben
Beförderungen
- 8. März 1905 Leutnant
- 28. Oktober 1912 Oberleutnant
- 14. Januar 1916 Hauptmann
- 24. September 1920 Polizeihauptmann
- 1. Juli 1924 Polizeimajor
- 1. April 1933 Polizeioberstleutnant
- 1. August 1934 Polizeioberst
- 1. Oktober 1935 Oberst
- 1. Juni 1941 Generalmajor
- 1. November 1942 Generalleutnant

### Frühe Jahre und Erster Weltkrieg
Fortner trat am 6. Juli 1903 als Fahnenjunker dem 5. bayerischen Infanterie-Regiment bei, wo er zum 1. August 1914 zum Adjutanten des II. Bataillons aufstieg. Im Rahmen des Ersten Weltkrieges kämpfte das Regiment an der Westfront. Hier fungierte Fortner vom 27. Juni bis 7. September 1915 als stellvertretender Regimentsadjutant sowie ab 29. Januar 1916 als Kompanieführer im Range eines Hauptmanns. Am 15. September 1916 geriet Fortner in britische Kriegsgefangenschaft, aus der am 8. November 1919 entlassen wurde.

### Zwischenkriegszeit
Nach seiner Übernahme in die Reichswehr, diente Fortner ab dem 9. Januar 1920 bei der Rw-Brigade 23, wurde jedoch alsbald zum Infanterie-Regiment 46 abkommandiert, wo er bis zum 23. September 1920 verblieb. Anschließend trat Fortner mit Wirkung zum 24. September 1920 zur Polizei über, wo er im Range eines Polizeihauptmanns übernommen wurde. Dort stieg er bis September 1935 zum Polizeioberst auf. Am 1. Oktober 1935 trat er dem Heer der Wehrmacht als Oberst bei, wo er zunächst bis Ende Juni 1938 als Kommandeur des Wehrbezirkskommandos in Kassel fungierte.

### Zweiter Weltkrieg
Kurz vor dem Beginn des Zweiten Weltkrieges übernahm Fortner am 1. Juli 1939 die Funktion des Ausbildungsleiters in Landeck. Am 3. Mai 1941 wurde er mit der Führung der neu aufgestellten 718. Infanterie-Division betraut, die er bis Mitte März 1943 führte. Diese kämpfte von 1941 bis 1943 im Balkanfeldzug, in der Operation Trio sowie im deutsch besetzten Militärverwaltungsgebiet Serbien. Am 15. März 1943 gab Fortner das Kommando an Generalleutnant Josef Kübler ab und wurde in die Führerreserve des Oberkommando des Heeres (OKH) versetzt, kam jedoch bis zu seiner Verabschiedung aus dem aktiven Wehrdienst am 31. März 1944 zu keinem Kommando mehr.

### Kriegsende und Hinrichtung
Bei Kriegsende wurde Fortner von den Alliierten verhaftet und an Jugoslawien als Kriegsverbrecher ausgeliefert. Dort wurde er wegen  Kriegsverbrechen durch ein Tribunal zum Tode verurteilt und am 26. Februar 1947 in Belgrad durch den Strang hingerichtet.

## Auszeichnungen
- Eisernes Kreuz II. und I. Klasse 1914